# Großsteingrab Beseland
Das Großsteingrab Beseland war eine megalithische Grabanlage der jungsteinzeitlichen Trichterbecherkultur bei Beseland, einem Ortsteil von Clenze im Landkreis Lüchow-Dannenberg (Niedersachsen). Es befand sich südlich des Ortes und wurde im 19. Jahrhundert zerstört. Über Ausrichtung, Maße und Grabtyp liegen keine Informationen vor.